# Rachispoda longior
Rachispoda longior är en tvåvingeart som först beskrevs av Jindrich Rohácek 1991.  Rachispoda longior ingår i släktet Rachispoda, och familjen hoppflugor. Arten är reproducerande i Sverige.